# Tony McCarroll
Anthony McCarroll (Manchester, 4 de junho de 1971), mais conhecido como Tony McCarroll, é um músico britânico. Foi o primeiro baterista da banda inglesa Oasis. Tony apenas participou no álbum Definitely Maybe e também do primeiro single do segundo álbum da banda, (What's the Story) Morning Glory?, "Some Might Say", antes de deixar o grupo. Deixou a banda em 1995, devido a problemas com Noel Gallagher. Noel afirmava de suas técnicas de percussão não eram boas o suficiente para ficarem no topo das paradas.